# Холден, Эдвард Синглтон
Эдвард Синглтон Холден (англ. Edward Singleton Holden; 5 ноября 1846, Сент-Луис — 16 марта 1914, Уэст-Пойнт) — американский астроном.

## Биография
Эдвард Синглтон Холден родился 5 ноября 1846 года в Сент-Луисе, (штат Миссури). В 1866 году окончил Университет Вашингтона в Сент-Луисе, затем учился в военной академии Уэст-Пойнт.
В 1871—1873 годах преподавал в этой академии, в 1873—1881 годах — ассистент С. Ньюкома в Военно-морской обсерватории.
В 1881—1885 годах — директор Уошбернской обсерватории Висконсинского университета, в 1885—1888 годах — президент Калифорнийского университета.
В 1874 году был приглашен участвовать в создании Ликской обсерватории, разработал её окончательный проект, был главным консультантом во время строительства, а в 1888 году, после завершения строительства, стал директором обсерватории и занимал этот пост до 1897 года. Сыграл большую роль в развитии обсерватории и росте её авторитета в научном сообществе.
Его кузен, Джордж Филлипс Бонд был директором обсерватории Гарвардского университета.
Был главным организатором и первым президентом Тихоокеанского астрономического общества (1889).
В 1885 году Эдвард Синглтон Холден был избран членом Национальной академии наук США.
С 1901 года работал библиотекарем в академии Уэст-Пойнт.
Эдвард Синглтон Холден умер 16 марта 1914 года в Уэст-Пойнте.
Основные труды в области наблюдений туманностей, планет и их спутников, звезд. С помощью 36-дюймового Ликского рефрактора получил большое количество превосходных фотографий планет и Луны.
В его честь назван кратер на Луне и кратер на Марсе, а также астероид (872) Хольда, открытый в 1917 году.

## Публикации
- Holden, Edward Singleton. The Mogul emperors of Hindustan, A.D. 1398- A.D. 1707 (англ.). — New York : C. Scribner's Sons, 1895.
- Works by Edward Singleton Holden, online